# أبو يحيى زكريا القزويني
أبو عبد الله زكريا بن محمد بن محمود القزويني، عالم مسلم عربي قزويني المولد حجازي الأصل. يرتفع نسبه إلى الإمام مالك بن أنس عالم المدينة. ولد في عام 605 وتوفى عام 682 من الهجرة.
رحل في شبابه إلى دمشق ثم ذهب إلى العراق واستقر بها وتولى القضاء وكان ذلك في خلافة المستعصم العباسي واستمر في منصبه حتى سقطت بغداد في يد المغول، ألف الكثير من الكتب في مجالات الجغرافيا والتاريخ الطبيعي وله نظريات في علم الرصد الجوي، كما شغف بالنبات والحيوان والطبيعة والفلك والجيولوجيا.

## مدرسته
كان كثير التأمل في خلق الله، موصياٌ بذلك مسترشدا بالقرآن الذي حثنا على النظر في مصنوعات وبدائع خلقه وليس التحديق والنظر فقط بل التفكير في حكمتها وتصاريفها، ليزداد الإنسان يقيناً، ويقر بإن التأمل أساسهُ خبرة بالعلوم والرياضيات بعد تهذيب الاخلاق والنفس، لتنفتح البصيرة ويري الإنسان العجائب التي لا يستطيع تفسيرها.

## مؤلفاته
1 ـ عجائب المخلوقات وغرائب الموجودات
يتناول هذا الكتاب وصف السماء وما فيها من كواكب وأبراج وحركاتها وما ينتج عن ذلك من فصول السنة، وتكلم عن الأرض وتضاريسها، والهواء وما فيه من رياح وأنواعها، والماء والبحار، والجزر ،وأحيائها وتكلم عن النبات والحيوان التي تسكن اليابس ورتبهم أبجدياً.
و يلاحظ القارئ البراعة في العرض، ودقة الملاحظة، والأستنتاج السليم، والكتاب به أربع مقدمات، ثم قسمه إلى مقالات كل مقالة بها عدة فصول. وخالف القزوينى من تقدمه من علماء العرب في عدم ذكر الأشعار التي تصف النبات أو الحيوان بكثرة فكانت دراساته علمية بحتة وليست أدبية.
2. آثار البلاد وأخبار العباد.
و هو كتاب في التـاريخ به ثلاث مقدمات
- الأولى عن الحاجة إلى بناء المدن والقرى.
- الثانية عن خواص البلاد وتنقسم إلى تأثير البلاد في السكان وتأثير البلاد في النبات والحيوان.
- الثالثة عن أقاليم الأرض. و به أخبار الأمم الماضية وتراجم الأولياء والعلماء والسلاطين والأدباء وغيرهم.

3 ـ مفید العلوم و مبید الهموم
هو ثالث كتاب للعالم المسلم زكريا بن محمد بن محمود القزوينى فقق، يصف القزوينى هذا الكتاب:«عمري من كان له هذا الكتاب لايضيق صدره أبداً، ويعرف به قواعد الشرع، وقانون الممالك، ونصرة المذهب، ورد الخصم، وتذكرة الآخرة، وقاعدة العدل، وعافية الأمور، ونذير العدو، إلى غير ذلك. وأنفقت فيه شطراً من صالح عمري، وسميته:"مفيد العلوم ومبيد الهموم". ورتبته على اثنين وثلاثين كتاباً».
4. خطط مصر.
5. الإرشاد في أخبار قزوين.

## معرض الصور

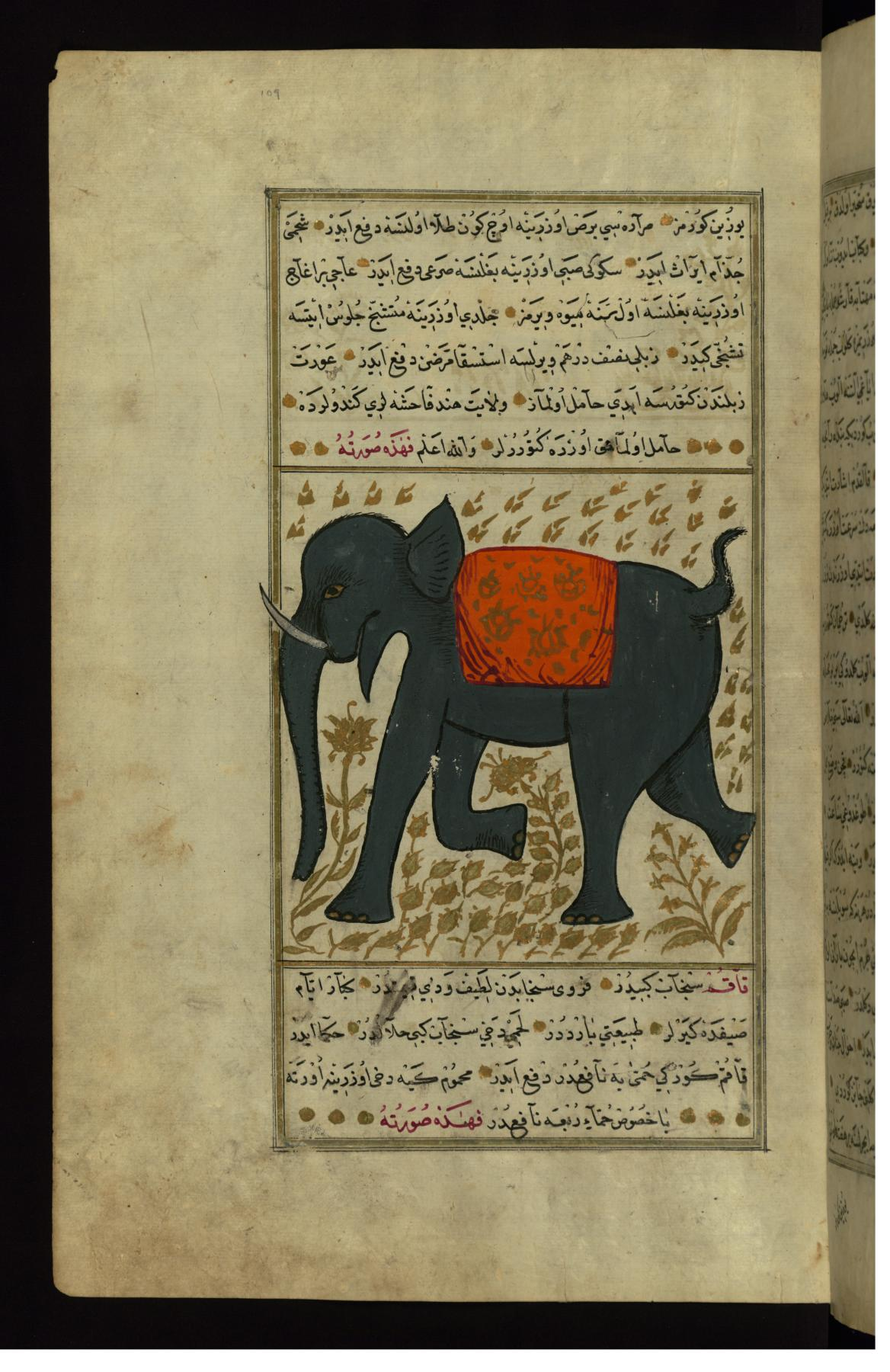
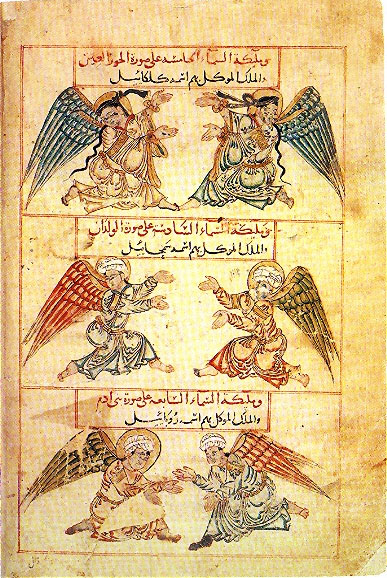
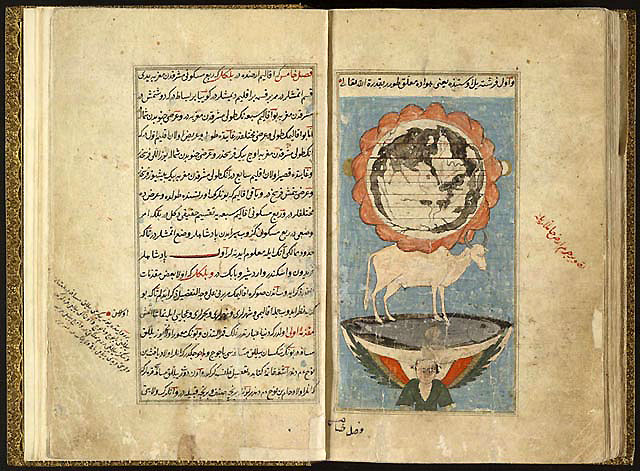
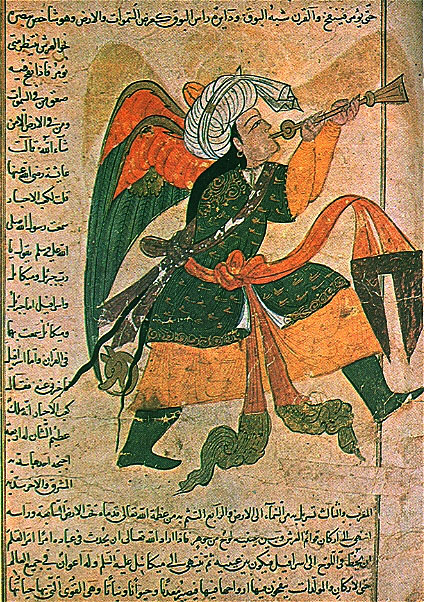
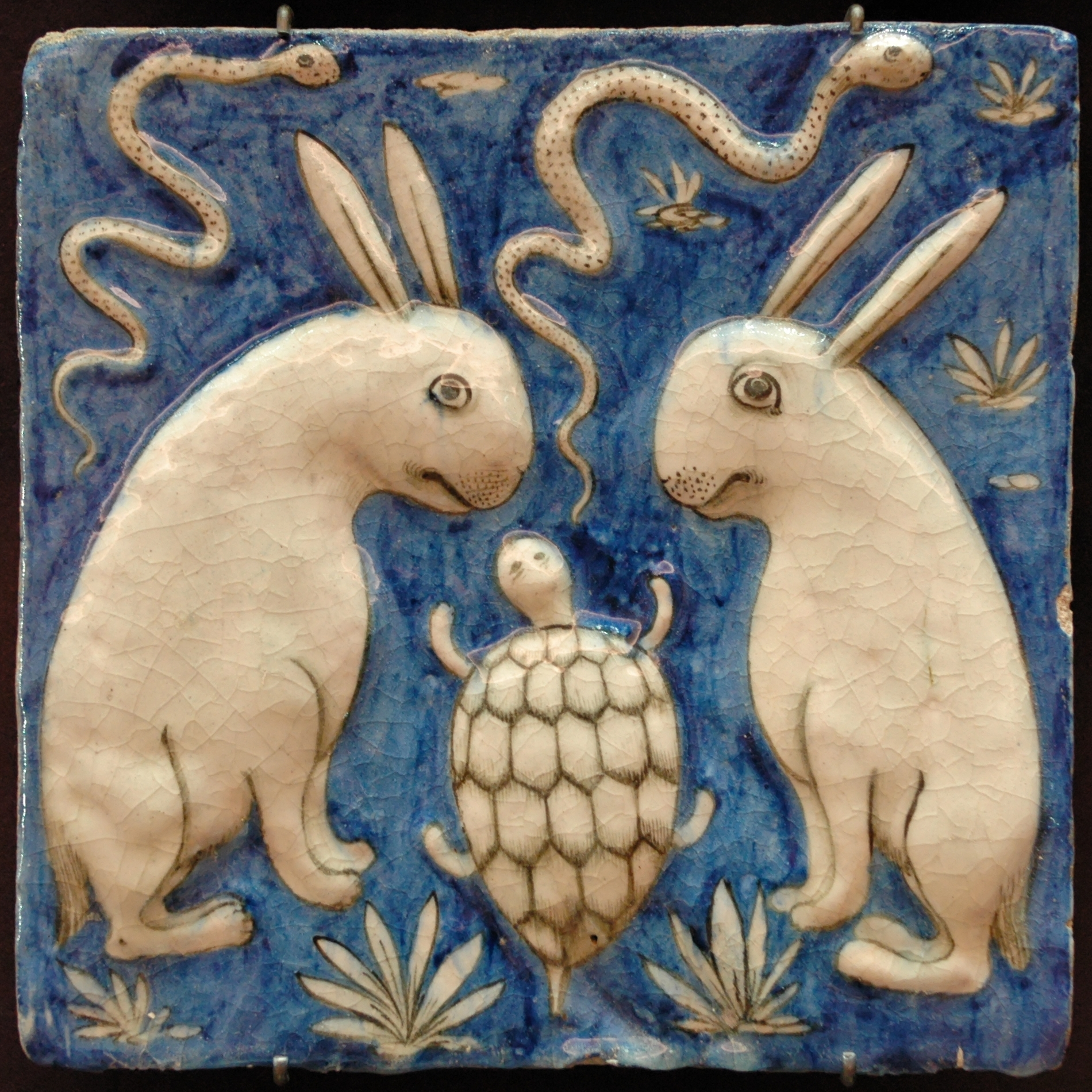
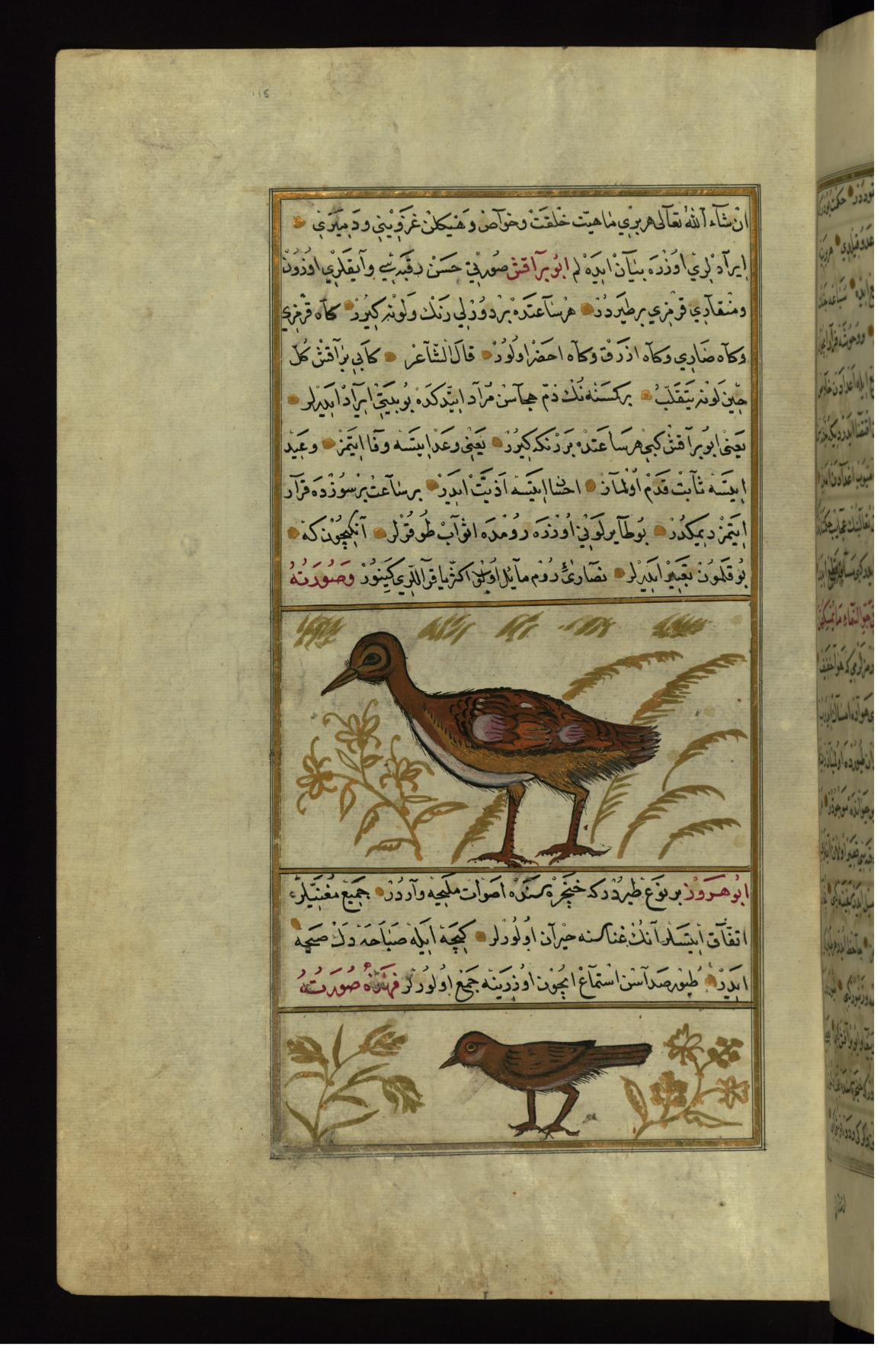
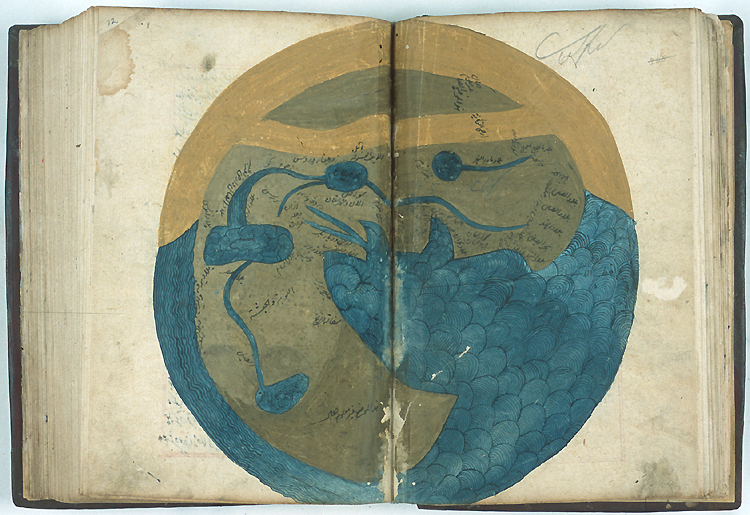
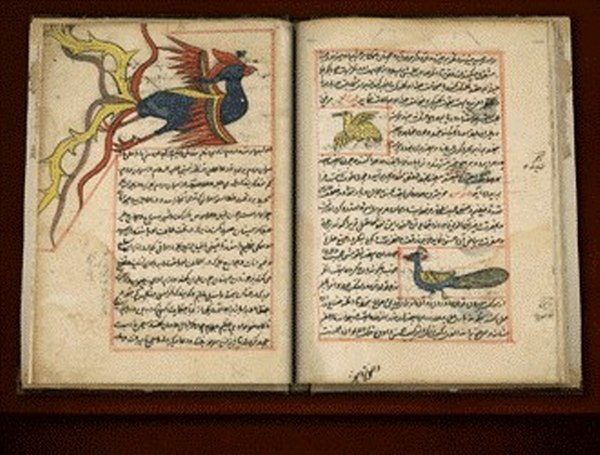